# Walchsee (sídlo)
Walchsee je obec v okrese Kufstein ve spolkové zemi Tyrolsko v Rakousku. Obec patří do soudního okresu Kufstein a nachází se v oblasti Untere Schranne a Kaiserwinkl v Tyrolské nížině (Tiroler Unterland). Žije zde přibližně 2 000 obyvatel. 

## Geografie

### Poloha
Walchsee se nachází v rakouském regionu Kaiserwinkl severovýchodně od Kufsteinu mezi stejnojmenným jezerem, jehož celá plocha patří obci, a severozápadními svahy Zahmen Kaiser. V okrese Schwaigs u Walchsee se nachází Schwemm, největší zachovalé severotyrolské vrchoviště o rozloze 63 ha.
Nejnižší bod v obci je v Durchholzenu (Schmiedtal 650 m n. m.), nejvyšším bodem je Vordere Kesselschneid (2002 m n. m.) – jako nejvyšší bod bývá také uváděna Pyramidenspitze (1999 m n. m.).

### Části obce
Na katastrálním území Walchsee se nachází následující čtyři obce (počet obyvatel v závorce k 1. lednu 2022):
- Durchholzen (580)
- Oed (235)
- Schwaigs (399)
- Walchsee (910)

### Sousední obce
Obec sousedí s obcí Aschau im Chiemgau na severu, s obcí Schleching na severovýchodu, s obcí Kössen na východu, s obcí Schwendt na jihovýchodu, s obcí Kirchdorf in Tirol na jihu, s obcí Ebbs na jihozápadu a s obcí Rettenschöss na severozápadu.

## Historie
Název Walchsee naznačuje, že mimo osady germánských Bavorů zde až do raného nebo vrcholného středověku žili Welšové, tedy Římané či romanizovaní Keltové. Walchsee bylo vicus Romanicus (římská osada), kterou v alpských oblastech obývali Římané a jejich potomci (staroněmecky Wallen, Walchen). První písemná zmínka o Walchsee je v listině papeže Evžena III. z roku 1151, v níž je zaznamenán majetek kláštera Rott (u Rosenheimu) a jsou v ní zmíněna i místa Wachreine, Durholç, Walhse (Wagrein, Durchholzen, Walchsee). V pozdějších dokumentech ze 14. a 15. století je název Walchsee často chybně transformován na Waldsee nebo odvozen od vallis (údolí) (Walgsee, Walichsee). Název Walchsee je často chybně transformován na Waldsee nebo odvozen od vallis (údolí).
Až do roku 1504 patřilo horské panství, které se skládalo z Kufsteinu (odtud Walchsee), Kitzbühelu a Rattenbergu, biskupovi z Regensburgu a bavorskému vévodovi. V roce 1504 dobyl císař Maxmilián I. ve válce o bavorské dědictví pevnost Kufstein. Kufstein a jeho okolí (tedy i Walchsee) tak připadly Bavorsku a Tyrolsku.
V roce 1749 byla na Ölbergu, poblíž dnešní Sedlmayerovy vily, postavena škola a zároveň poustevnický příbytek, v němž zbožní poustevníci zajišťovali školní výuku. Na skalách za Sedlmayerovou kaplí je dodnes patrná jeskynní prohlubeň, v níž se nacházela poustevna (napodobenina poustevny, grotta). Stará poustevna byla opuštěna v roce 1853.

### Po roce 1900
Walchsee bylo ušetřeno velkých a drastických událostí světových dějin. Římané se omezili na velkou cestu údolím řeky Inn. Až na občasné požáry zůstávala oblast až do druhé světové války nedotčenou idylou. Díky turistickému ruchu, výstavbě silnic a iniciativě obyvatel se z obce stala vzkvétající a hojně navštěvovaná rekreační oblast.
Walchsee je silně ovlivněno cestovním ruchem, navíc obec v posledních desetiletích zažila velký rozvoj osídlení, které se soustřeďuje nejen v hlavní obci, ale i v okolních vesnicích. 

## Znak
Blason: na zlatém poli modrá vlna otáčí se zleva doprava. Mluvící znak odkazuje na velkolepou dominantu celé oblasti, jezero Walchsee, které dalo obci i jméno. Znak byl obci udělen tyrolskou vládou v roce 1972.